# I Want You Back (песня Мел Би)
«I Want You Back» — дебютный сольный сингл Мелани Браун из её дебютного альбома. Сингл был спродюсирован Мисси Элиот и поэтому он занял 1 место в UK Singles Chart.

## Трек-лист и формат
UK CD

(VSCDT1716; Релиз: 14 Сентября 1998)
1. «I Want You Back» (radio edit) — 3:25
2. «I Want You Back» (soundtrack version) — 3:51
3. «I Want You Back» (MAW remix) — 8:22

UK 12" Vinyl

(VST1716; Релиз: 14 Сентября 1998)
Side A
1. «I Want You Back» (MAW remix) — 8:22

Side B
1. «I Want You Back» (deep dub) — 8:16
2. «I Want You Back» (soundtrack version) — 3:51

UK CD Promo

(VSCDJ1716; Релиз: 1998)
1. «I Want You Back» (radio edit) — 3:25
2. «I Want You Back» (soundtrack version) — 3:51

UK CDr Promo

(Релиз: 1998)
1. «I Want You Back» (radio edit) — 3:26
2. «I Want You Back» (soundtrack version) — 3:52

UK 7" Vinyl Promo

(VSLH1716; Релиз: 1998)
Side A
1. «I Want You Back» (radio edit) — 3:27

Side B
1. «I Want You Back» (soundtrack version) — 3:51

UK 12" Vinyl Promo

(VSTDJ1716; Релиз: 1998)
Side A
1. «I Want You Back» (soundtrack version) — 3:51

Side B
1. «I Want You Back» (instrumental) — 3:55
2. «I Want You Back» (radio edit) — 3:51

UK 12" Vinyl Promo

(VSTXDJ1716; Релиз: 1998)
Side A
1. «I Want You Back» (MAW Remix) — 8:22

Side B
1. «I Want You Back» (unnamed mix A) — 10:45

Side C
1. «I Want You Back» (deep dub) — 8:16

Side D
1. «I Want You Back» (unnamed mix B) — 8:19

## Видеоклип
Видео было снято режиссёром Хипом
Уильямсом. В первом эпизоде Мелани и Мисси одеты в кожаные костюмы паучих, которые находятся в другом измерении. В клипе Мел Би снималась на третьем месяце беременности. После этого камера показывает Элиот, одетую в дорогое белое манто и с кислотно-зелеными линзами в глазах, такого же цвета как и весь видеоклип. Далее Мел Би, также одетая в манто и в кожаный корсет дразнит и бьет своего мужа — Джимми Гюльзара, который также снялся в клипе. В следующем эпизоде Мелани вместе с Джимми танцуют в клетке, подвешеной к потолку. После Мелани ползет по столу к Гюльзару, который лежит на спине. Также у Браун был задействован образ «девушки-змеи». В последнем эпизоде камера показывает Мисси Элиот, которая сходит с ума.

## Чарты
| Чарт (1998)       | Высшая позиция |
| ----------------- | -------------- |
| UK Singles Chart  | 1              |
| Billboard Hot 100 | 25             |